# Eleição municipal de Mossoró em 2024
A eleição municipal da cidade de Mossoró em 2024 aconteceu no dia 6 de outubro (primeiro turno) e elegeu um prefeito, um vice-prefeito e 21 vereadores para a administração da cidade, que se iniciou em 1° de janeiro de 2025 e terminará em 31 de dezembro de 2028. Por contar com menos de 200 mil eleitores, Mossoró não conta com a possibilidade de ter segundo turno. Portanto, o resultado será decidido ainda em primeiro turno.

## Contexto

### Eleição anterior
O prefeito titular é Allyson Bezerra, do União Brasil, que assumiu o cargo em 2021 após ganhar as eleições municipais em 2020 (naquela época filiado ao Solidariedade). Por estar em primeiro mandato, Allyson pode concorrer à reeleição neste pleito.

### Eleitorado
Em setembro de 2024, Mossoró contava com 184.670 pessoas aptas a votar, cerca de 69,80% da população total do município (264.577), segundo o Censo demográfico do Brasil de 2022. A cidade possui duas zonas eleitorais (33ª e 34ª). Os eleitores tiveram até o dia 8 de maio para fazer a 1ª via ou a regularização do título junto ao cadastro biométrico.

## Calendário eleitoral
| Início        | Fim           | Atividades | Status    |
| ------------- | ------------- | --- | --------- |
| 7 de março    | 5 de abril    | Janela partidária para vereadores trocarem de partido visando concorrer às eleições sem perder o mandato. | Realizado |
| 6 de abril    | 6 de abril    | Data-limite para todas as legendas e federações partidárias obterem o registro dos estatutos no TSE e para todos os candidatos terem domicílio eleitoral na circunscrição em que desejam disputar as eleições com a filiação deferida pelo partido. | Realizado |
| 15 de maio    | 15 de maio    | Início da campanha de arrecadação prévia de recursos na modalidade de financiamento coletivo para pré-candidatos, sem realização de pedidos de voto e obedecendo a regras relativas à propaganda eleitoral na Internet.                             | Realizado |
| 20 de julho   | 5 de agosto   | Realização de convenções partidárias para deliberar sobre coligações e escolher candidatos às prefeituras e aos cargos de vereador. Os partidos têm até 15 de agosto para registrar os nomes na Justiça Eleitoral.                                  | Realizado |
| 16 de agosto  | 16 de agosto  | Início das campanhas eleitorais de forma igualitária, podendo qualquer publicidade ou manifestação com pedido explícito de voto antes da data ser considerada irregular e multada.                                                                  | Realizado |
| 30 de agosto  | 3 de outubro  | Veiculação da propaganda eleitoral gratuita no rádio e na televisão. | Realizado |
| 6 de outubro  | 6 de outubro  | Realização do primeiro turno das eleições municipais. | Realizado |
| 11 de outubro | 25 de outubro | Veiculação da propaganda eleitoral gratuita no rádio e na televisão para o segundo turno. | Realizado |
| 27 de outubro | 27 de outubro | Realização de um eventual segundo turno nas cidades com mais de 200 mil eleitores em que o candidato a prefeito mais votado não tenha atingido a metade mais um dos votos válidos.                                                                  | Realizado |

## Candidaturas

### Quadro de candidaturas
| Nº | Prefeito(a)  | Prefeito(a)  | Prefeito(a)              | Vice-prefeito(a) | Vice-prefeito(a) | Vice-prefeito(a) | Vice-prefeito(a)  | Coligação                                                                                            | Ref.   |
| Nº | Candidato(a) | Candidato(a) | Partido Federação        | Candidato(a)     | Candidato(a)     | Candidato(a)     | Partido Federação | Coligação                                                                                            | Ref.   |
| -- | ------------ | ------------ | ------------------------ | ---------------- | ---------------- | ---------------- | ----------------- | --- | ------ |
| 22 |              | Genivan Vale | PL                       |                  |                  | Nayara Gadelha   | PL                | Mossoró de Verdade PODE, PL, PP e Avante                                                             | [ 10 ] |
| 28 |              | Irmã Ceição  | PRTB                     |                  |                  | Dr Edson Lobão   | PRTB              | Sem coligação                                                                                        | [ 11 ] |
| 44 |              | Allyson      | UNIÃO                    |                  |                  | Marcos           | PSD               | Mossoró do Povo Republicanos, UNIÃO, PSD e Solidariedade                                             | [ 12 ] |
| 45 |              | Lawrence     | PSDB Fed. PSDB Cidadania |                  |                  | Carmem Júlia     | MDB               | Mossoró Mais Forte PDT, Fed. PSDB Cidadania (PSDB, Cidadania), FE Brasil (PT, PCdoB e PV), PSB e MDB | [ 13 ] |
| 80 |              | Victor Hugo  | UP                       |                  |                  | Marrocos         | UP                | Sem coligação                                                                                        | [ 14 ] |

### Desistências
- Isolda Dantas (PT) - O PT desistiu de lançar a deputada estadual, Isolda Dantas, como pré-candidata à prefeitura de Mossoró e decidiu apoiar a pré-candidatura de Lawrence Amorim (PSDB), apesar desse apoio não ser unanimidade entre os petistas.[15]

## Resultados

### Prefeito
Fonte: TSE
| Candidato(a)            | Vice                    | 1º turno 6 de outubro de 2024 | 1º turno 6 de outubro de 2024 |
| Candidato(a)            | Vice                    | Votação                       | Votação                       |
| Candidato(a)            | Vice                    | Total                         | %                             |
| ----------------------- | ----------------------- | ----------------------------- | ----------------------------- |
| Allyson (UNIÃO)         | Marcos (PSD)            | 113.121                       | 78,02%                        |
| Lawrence (PSDB)         | Carmem Julia (MDB)      | 16.115                        | 11,11%                        |
| Genivan Vale (PL)       | Nayara Gadelha (PL)     | 11.019                        | 7,60%                         |
| Victor Hugo (UP)        | Marrocos (UP)           | 4.375                         | 3,02%                         |
| Irmã Ceição (PRTB)      | Dr Edson Lobão (PRTB)   | 360                           | 0,25%                         |
| Total de votos válidos  | Total de votos válidos  | 144.990                       | 100%                          |
| → Votos válidos         | → Votos válidos         | 144.990                       | 94,20%                        |
| → Votos brancos         | → Votos brancos         | 3.059                         | 1,99%                         |
| → Votos nulos           | → Votos nulos           | 5.864                         | 3,81%                         |
| Total de votos          | Total de votos          | 153.913                       | 100%                          |
| → Total de votos        | → Total de votos        | 153.913                       | 83,55%                        |
| → Abstenções            | → Abstenções            | 30.743                        | 16,65%                        |
| Eleitores aptos a votar | Eleitores aptos a votar | 184.656                       | 100%                          |